# Da Capo (album d'Ace of Base)
Pour les articles homonymes, voir Da Capo (homonymie).
Albums de Ace of Base
Greatest Hits
(2000) The Collection/All That She Wants
(2002)
Da Capo est le quatrième album studio du groupe suédois Ace of Base. Il est distribué en 2002 en Europe par le label Edel-Mega/Universal et sur Toshiba EMI au Japon avec une autre pochette et des titres bonus. Le nom de l’album Da Capo signifie « retour au début ». Pour le groupe, ce fut un essai de retrouver leur son initial.

## Développement
Da Capo devait initialement sortir pour l’été 2000. Cependant, des problèmes entre les différentes maisons de disque et le groupe ont repoussé la date de sortie. De plus, le groupe n'acceptait aucun changement imposé par les labels. Beaucoup de chansons ont été enregistrées et peu figurent sur l’enregistrement final de l'album sorti en septembre 2002 en Europe. La très faible promotion faite autour de l'album serait la cause des pires ventes enregistrées dans l’histoire du groupe en Europe. Seulement deux des quatre membres ont assuré une promotion bien maigre. Linn ne fera une apparition que très brève en Allemagne en 2002. Jonas restera chez lui pour s’occuper de ses jeunes enfants. Jenny et Ulf feront quelques émissions de télévision notamment en Suède, Norvège, Finlande, Allemagne, Pologne et Autriche.
Lors d'une entrevue, Ulf explique le souhait du groupe concernant la sortie de l’album aux États-Unis dans une version plus acoustique. Ce projet n’a jamais vu le jour.  Polydor sort l’album au Royaume-Uni sans en assurer la promotion en octobre 2002. Universal le sortira en France sans aucune publicité au début de l’année 2003. Les deux pays pensaient à tort que le groupe suédois ne méritait plus d'être sur le devant de la scène. Début 2007, l’album est disponible sur le catalogue iTunes en Australie et aux États-Unis. En 2008, l’album se vendu à un peu plus de 500 000 exemplaires en Europe.
L'album est le dernier du groupe impliquant ensemble Jenny, Malin, Jonas et Ulf.
La chanson The Juvenile s'intitule initialement GoldenEye et est envisagé comme thème du film James Bond du même nom. Finalement, le label du groupe Arista Records pense que le film ne sera pas un succès et refuse. La chanson est retravaillée et rebaptisée The Juvenile. 

## Liste des pistes
| 1.    | Unspeakable                 | Jonas von der Burg, Harry Sommerdahl, Jonas Berggren | 3:14 |
| 2.    | Beautiful Morning           | Pontus Söderqvist                                    | 2:59 |
| 3.    | Remember the Words          | Jonas von der Burg, Harry Sommerdahl, Jonas Berggren | 3:43 |
| 4.    | Da Capo                     | Thorsten Brötzmann et Jeo                            | 3:10 |
| 5.    | World Down Under            | Harry Sommerdahl, Jonas von der Burg                 | 3:32 |
| 6.    | Ordinary Day                | Pontus Söderqvist                                    | 3:24 |
| 7.    | Wonderful Life              | Thorsten Brötzmann et Jeo                            | 4:15 |
| 8.    | Show Me Love                |                                                      | 3:42 |
| 9.    | What's the Name of the Game | Jonas von der Burg, Harry Sommerdahl, Jonas Berggren | 3:02 |
| 10.   | Change with the Light       | Pontus Söderqvist, Nick Nice, Ulf Ekberg             | 3:35 |
| 11.   | Hey Darling                 | Pontus Söderqvist, Nick Nice                         | 3:16 |
| 12.   | The Juvenile                | Pontus Söderqvist, Martin Hedström                   | 3:45 |
| 41:55 |                             |                                                      |      |

| 13. | Don't Stop                            |                   |  |
| 14. | Summer Days                           |                   |  |
| 15. | Beautiful Morning (Groove Radio Edit) | Pontus Söderqvist |  |

## Classements
| Classement | Meilleure position[réf. nécessaire] |
| ---------- | ----------------------------------- |
| Autrichien | 61                                  |
| Estonie    | 36                                  |
| Allemagne  | 48                                  |
| Japon      | 40                                  |
| Japon      | 10                                  |
| Norvège    | 40                                  |
| Suisse     | 23                                  |
| Suède      | 25                                  |

## Ventes
- Allemagne : 40 000 exemplaires[réf. nécessaire]
- Japon : 35 000 exemplaires[réf. nécessaire]
- Suède : 15 000 exemplaires[réf. nécessaire]

## DVD
Un DVD de l'album contient toutes les vidéos officielle du groupe Ace of Base. Il faut noter l’absence de Travel to Romantis et la présence de la version acoustique de Lucky Love. Il contient également l’album Da Capo avec un son digital surround 5.1, une galerie de photos, la discographie du groupe et une biographie en anglais.

### Liste des vidéos
| 1.  | C'est La Vie (Always 21)  |  |
| 2.  | The Sign                  |  |
| 3.  | Beautiful Life            |  |
| 4.  | Always Have, Always Will  |  |
| 5.  | All That She Wants        |  |
| 6.  | Living in Danger          |  |
| 7.  | Don't Turn Around         |  |
| 8.  | Cruel Summer              |  |
| 9.  | Happy Nation              |  |
| 10. | Lucky Love                |  |
| 11. | Never Gonna Say I'm Sorry |  |
| 12. | Life Is a Flower          |  |
| 13. | Wheel of Fortune          |  |
| 14. | Beautiful Morning         |  |